# Радимир (поморско братство)
Радимир је поморско братство, из Доброте, у Боки Которској. У љуту су се доселили крајем XV вијека из предјела средњовјековне Босне и ускоро постали најбројније братство у Доброти (по Аустријским пописима из 1839-1846, бројали су 38 кућа). Током XVIII вијека су били и најмоћније поморско братство у Доброти. Посједовали су 44 брода. Од XVIII до XX вијека су дали 226 помораца (110 капетана) седам начелника општине Доброта, као и пет свештеника. Мато Ников Радимир се истакао у ослобођењу Новог од Османлија, 1687. године. Божо Антонов Радомир (1738-1766) се истакао у борбама са гусарима, 1758. и опјеван је у дјелима Андрије Качића. Крсто Радов Радимир (1766-1832) одликован је од француског краља Луја XVIII, 1812. године - орденом Легије части за заслуге у борбама са енглеском флотом (био је један од ријетких који се борио на француској страни). Било је још знаменитих чланова братства Радимир. Данас у Боки Которској живи неколико фамилија братства Радимир.